# 293985 Franquin
293985 Franquin este o planetă minoră (asteroid) din centura de asteroizi. A fost descoperită pe 13 octombrie 2007 la Saint-Sulpice de Bernard Christophe⁠(d). 
Obiectul prezintă o orbită caracterizată de o semiaxă mare de 2,5682474044912 UAi, o excentricitate de 0,05, o înclinație de 5,6 ° în raport cu ecliptica.